# Pseudochliaria virgoides
Pseudochliaria virgoides är en fjärilsart som beskrevs av Robert Christopher Tytler 1915. Pseudochliaria virgoides ingår i släktet Pseudochliaria och familjen juvelvingar. Inga underarter finns listade i Catalogue of Life.